# 威拉德 (科羅拉多州)
威拉德（英語：Willard）是位於美國科羅拉多州洛根縣的一個非建制地區。該地的面積和人口皆未知。

## 地理
威拉德的座標為40°33′16″N 103°29′08″W / 40.55444°N 103.48556°W，而該地的平均海拔高度為1322米（即4337英尺）。